# Franciszek Stryjas
Franciszek Stryjas (Popów, 26 gennaio 1882 – Kalisz, 31 luglio 1944) è stato un catechista polacco, venerato come beato dalla Chiesa cattolica.

## Biografia
Padre di una vasta famiglia, Stryjas venne arrestato dalla Gestapo e condotto alla prigione di Kalisz, dove morì dopo dieci giorni di torture.
Così lo ricorda il Martirologio romano al 31 luglio:
(Martirologio romano)